# 新潟県道254号上小沢上越妙高停車場線
新潟県道254号上小沢上越妙高停車場線（にいがたけんどう254ごう かみこざわ じょうえつみょうこうていしゃじょうせん）は、新潟県妙高市から同県上越市に至る一般県道である。

## 概要
妙高市新井地区から上越市板倉区を経由して、上越市旧市域の南部に至る路線で、路線名称のとおり上越妙高駅へのアクセス道路となっている。
旧路線名は同駅の旧称である上小沢脇野田停車場線であったが、2015年（平成27年）3月14日の駅名改称に伴い、同日付で現路線名に改称された。

### 路線データ
- 起点 - 妙高市（旧新井市）[1]（妙高市大字上小沢字中、新潟県道455号上小沢北条線起点）
- 終点 - 上越市上越妙高停車場[1]（上越市大和二丁目182番3[2]、上越妙高駅東口）
- 道路法第7条第1項該当号 - 4号[1]

## 歴史
- 2015年（平成27年）1月6日 - 終点・区域変更し、大和二丁目182番3まで延伸[2]。都市計画道路脇野田岡原線拡幅完了[3]。
- 2015年（平成27年）3月14日 - 路線名を上小沢脇野田停車場線から上小沢上越妙高停車場線に変更[1]。

## 路線状況

### 別名・通称
- 都市計画道路脇野田岡原線（上越市大和二丁目 - 同市岡原間）
  - 上越妙高駅周辺整備事業の一環で、同駅東口から上新バイパスや板倉区など市域東部へのアクセス道路として、拡幅等の整備が行われた[3]。

### 重用区間
- 新潟県道30号新井柿崎線（上越市板倉区熊川 - 同区針）
- 国道292号（妙高市柳井田町四丁目内）
- 国道18号（寺町IC - 岡原交差点）

## 地理

### 通過する自治体
- 新潟県
  - 妙高市 - 上越市 - 妙高市 - 上越市

### 接続する道路
- 新潟県道455号上小沢北条線（起点：妙高市大字上小沢字中、妙高市営バス「上小沢バス停」付近）
- 新潟県道184号三和新井線（山部）
- 新潟県道30号新井柿崎線（熊川交差点）
- 新潟県道30号新井柿崎線
- 国道292号（柳井田交差点）
- 国道18号（上新バイパス）（寺町IC）
- 国道18号（上新バイパス）（岡原交差点）
- 新潟県道362号後谷黒田上越妙高停車場線・新潟県道579号上越脇野田新井線（上越妙高駅前交差点）